# Elsinoë lepagei
Elsinoë lepagei är en svampart som beskrevs av Bitanc. & Jenkins 1941. Elsinoë lepagei ingår i släktet Elsinoë och familjen Elsinoaceae.   Inga underarter finns listade i Catalogue of Life.